# Biskupi Uruaçu
Biskupi Uruaçu – administratorzy, biskupi diecezjalni i biskupi pomocniczy diecezji Uruaçu.

## Biskupi

### Biskupi diecezjalni
| Lata urzędowania | Biskup | Biskup                          | Uwagi                                                     |
| ---------------- | ------ | ------------------------------- | --------------------------------------------------------- |
| 1957–1976        |        | Francisco Prada Carrera CMF     |                                                           |
| 1976–2007        |        | José da Silva Chaves            |                                                           |
| 2007–2018        |        | Messias dos Reis Silveira       | następnie biskup diecezjalny Teófilo Otoni                |
|                  |        | Francisco Agamenilton Damascena | administrator diecezjalny sede vacante w latach 2019–2020 |
| od 2020          |        | Giovani Carlos Caldas Barroca   |                                                           |

### Biskupi pomocniczy
| Lata urzędowania | Biskup | Biskup               | Uwagi                               |
| ---------------- | ------ | -------------------- | ----------------------------------- |
| 1968–1976        |        | José da Silva Chaves | następnie biskup diecezjalny Uruaçu |